# Juan Arturo Esparza García
El General Brigadier Juan Arturo Esparza García fue un militar mexicano que participó durante la Guerra contra el narcotráfico en México. Fue comandante en diversos destacamentos y comandancias, así como encargado de la seguridad o logística de los presidentes, Miguel de la Madrid, Carlos Salinas de Gortari, Ernesto Zedillo y Vicente Fox, del que fue jefe de seguridad. Además, brindó seguridad a Juan Pablo II, Bill Clinton, los reyes de España, al Canciller de Alemania, el príncipe de Japón y George Bush cuando éstos estuvieron en México. 
El 1 de noviembre de 2009 asumió el cargo de secretario de Seguridad Pública y Vialidad del municipio de García, Nuevo León.
El 4 de noviembre, a solo cuatro días de haber sido nombrado en el cargo, el alcalde de García fue amenazado por los integrantes de un convoy de delincuentes, exigiéndole que se doblegara ante ellos. Después de que los delincuentes se retiraran, el alcalde realizó una llamada para solicitar la presencia y auxilio del general. Al momento de acudir al llamado, el general fue emboscado por aproximadamente 30 individuos que se transportaban en 10 vehículos. En el ataque fue muerto el general y cuatro de sus escoltas, uno de ellos su sobrino.